# James Hilton
James Hilton (Leigh, Lancashire, Anglia, 1900. szeptember 9. – Long Beach, Kalifornia, 1954. december 20.) Oscar-díjas angol író.

## Élete
Cambridge-ben végezte iskoláit, korán írni kezdett, első regénye húszéves korában jelent meg. Évekig újságoknál dolgozott Írországban és Angliában, 1935-ben Amerikába költözött.

## Munkássága
Világhírű, magyarul is megjelent regényét, az Isten vele, tanár úr! címűt állítólag négy nap alatt írta.
A Kék Hold völgye című művét – eredeti címe: Lost Horizon – legjobb munkájának tartják, a Hawthornden-díjat is megkapta érte. 1937-ben vitték filmre (A Kék Hold völgye), Frank Capra rendezésében. Magyarul ez a regény Déry Tibor fordításában jelent meg, először 1936-ban, majd 1957-ben.
1954-ben bekövetkezett haláláig számos bestsellert írt, többségükben realizmusra törekvő szentimentális regényeket.

## Magyarul
- A Kék Hold völgye (Lost Horizon, 1933); ford. Déry Tibor; Athenaeum, Bp., 1936
- Gyilkosság az iskolában; ford. Bartos Zoltán; Tolnai, Bp., 1937 (Világkönyvtár)
- Szeret! Szeret! (Knight Without Armour, 1933)[8] Regény; ford. Cavallier Józsefné; Palladis, Bp., 1938 (1 pengős regények)
- Isten vele tanár úr!; ford. Berend Miklósné; Renaissance, Bp., 1940
  - (Goodbye, Mr. Chips! címen is)
- Messze Oroszországban. Regény; ford. Tábori Kornél; Nova, Bp., 1942
- Emlékezés hajnala. Regény; ford. Tábori Kornél; Nova, Bp., 1942
- Megtalált évek; ford. Máthé Elek; Dante, Bp., 1942
- Más is szenved. Regény; ford. Szinnai Tivadar; Dante, Bp., 1944
- Dr. Wassell története; ford. Bokor Malvin; Új Idők, Bp., 1947 (A világirodalom dekameronja)
- Szeptember elseje; ford. Biró Sándor; Dante, Bp., 1947
- A Kék Hold völgye (Lost Horizon, 1933); ford. Déry Tibor, jegyz. Tiszay Andor; Terv Ny., Bp., 1957 (Neptun könyvek)
- Goodbye, Mr. Chips!; ford. Köteles Gyöngyi; Kozmosz Könyvek, Bp., 1989
  - (Isten vele tanár úr! címen is)